# إدوارد كلارك (سياسي كندي)
إدوارد كلارك هو سياسي كندي، ولد في 24 مارس 1932.